# Lakos János (forradalmár)
Lakos János (Gyón, 1920. február 23. – Budapest, 1957. október 25.) magyar földműves. Az 1956-os forradalom leverését követő konszolidációs időszakban a Pest megyei Gyón községben a politikai hatalom egyik képviselője ellen elkövetett erőszakos cselekménynek lett egyik részese, ami miatt halálra ítélték és kivégezték.

## Élete
1920. február 23-án született a Pest megyei Gyónon, 15 holdas tanyás birtokkal rendelkező földműves családban. Elemi iskolai éveit követően gimnáziumban folytatta tanulmányait, amiket azonban édesapja halála miatt a második osztály elvégzése után abba kellett hagynia. Onnantól  egészen a haláláig a családja birtokán gazdálkodott, leszámítva azt az időszakot, amikor sorkatonai szolgálatát teljesítette. Szintén ebben az időszakban, 1946 novemberében kötött házasságot is, amiből egy leánygyermeke született.
A kommunista rendszerrel komolyabban először 1953-ban gyűlt meg a baja, amikor is a közellátást veszélyeztető árdrágító üzérkedés vádjával hétszáz forint pénzbírságra ítélték. 1956. október 28-án egyike volt azoknak, akik a pesti forradalom híreit hallva kezdeményezték helyi nemzeti bizottság és nemzetőrségi szervezet megalakítását; a nemzeti bizottságnak ő maga is tagja lett, és e minőségében vett részt a község több forradalmi eseményében.
December 10-én délelőtt e grémium feloszlatásának céljával érkezett Gyónra a járási pártszervezetet ideiglenesen vezető Biksza Miklós, aki egy hónappal korábban részt vett (szovjet katonai erők kíséretében) a helyi nemzetőrök lefegyverzésében is. Újbóli megjelenése a községházán indulatokat válthatott ki az azt észlelő helyiek körében, ott ugyanis szóváltás alakult ki nevezettek egy része és a járási funkcionárius között.
Lakos a fennmaradt iratok szerint azon helybeliek között volt, akik próbálták a korábbi tanácsi rendszer visszaállításához ragaszkodó párttitkárt jobb belátásra téríteni, az viszont az utcára menekült a sokaság elől, közben elővette, sőt (legalább egy lövés erejéig) használta is a fegyverét. Ahogy Biksza kimenekült az épületből, Lakos az üldözőkhöz csatlakozott, amikor pedig észlelte, hogy a férfi meglőtte az őt kerékpáron üldöző Harmincz Istvánt, egy üres telken utolérte és ott legalább egy alkalommal megütötte a párttitkárt. (Ezután még mások is bántalmazták Bikszát, aki ennek következtében a helyszínen meghalt.)
A történtek után Lakos joggal vélhette, hogy van félnivalója az új rendszer megtorló szándékától, ezért igyekezett eltűnni a hatóságok látóköréből. Hét hónapig bujkált eredményesen, a rendőrök csak 1957. július 11-én tartóztatták le. Gyorsan megindított perében egyetlen hónapon belül megszületett az elsőfokú ítélet – augusztus 8-án 14 év börtönbüntetéssel sújtotta a Pest Megyei Bíróság Major Miklósné vezette népbírósági tanácsa –, azt azonban a Legfelsőbb Bíróság másodfokon halálbüntetésre súlyosbította. 
A rendszerváltás utáni exhumálását követően emelt síremlékét az Új köztemető 301-es parcellájának 15. sorában helyezték el, sírhelye a Nemzeti Emlékhely és Kegyeleti Bizottság döntése alapján a Nemzeti sírkert része lett.

## Emlékezete
- A rendszerváltást követő években az akkorra már Dabashoz csatolt Gyónon utcát neveztek el róla.
- 1993. október 23. óta közös emlékmű is megörökíti a négy gyóni ötvenhatos kivégzett nevét, a településrész központjában.